# Вичада (река)
Вичада (исп. Río Vichada) — река на северо-западе Южной Америки, на территории Колумбии, приток реки Ориноко.
Река берёт начало в департаменте Мета при слиянии рек Планас и Тильява. Течёт на восток по территории департаментов Мета и Вичада, впадает в Ориноко южнее Эгуа на границе с Венесуэлой.
Длина реки составляет 580 км, площадь бассейна — 26000 км². Главные притоки — Муко и Гуаррохо. На берегах реки расположены населённые пункты Сан-Хосе-де-Окуне, Басинака, Сукуаро, Кампо-Троко.